# ボリビアにおけるコーヒー生産

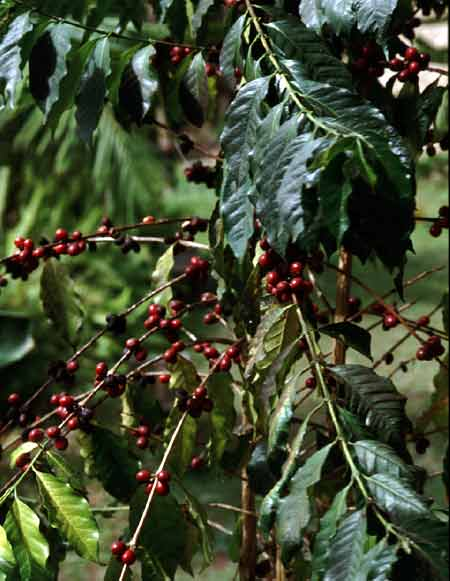
ボリビア・ユンガスのコーヒーノキの苗木

ボリビアにおけるコーヒー生産は長い歴史を有する。コーヒーノキは標高800–2,300メートル (2,600–7,500 ft)地帯で生育する。

## 歴史
19世紀
ボリビアは近隣諸国に比べコーヒーの輸出量は少なかった。もっとも高品質なコーヒーを生産していたのはユンガスであり、モカコーヒーに引けを取らなかった。ラパス県、コチャバンバ県、サンタクルス県、ベニ県がコーヒーの主要な生産地であり、最も著名な地域はユンガス、エスピリトゥサント川流域、ヴァレグランデである。当時、ヨーロッパを中心にユンガス産のコーヒーは大変に需要があった。このアジア原産の植物はとてもユンガスの気候に順化したので、それぞれの種が地に根付き木になって野生化した。1885年にはコーヒーの年間生産量は2,400,000ポンドであった。1900年にはラパスでコーヒーを焙煎し自家製の缶詰として売るための機械が導入された。
20世紀初頭
1908年の生産量は1,500,000 ポンドであった。毎年150,000ポンドが輸出された。最大の輸出国はチリであった。

## 脚註
- This article includes text incorporated from Pan American Union's "Coffee: extensive information and statistics" (1902), a publication now in the public domain.
- This article includes text incorporated from H.C. Graham's "Coffee: Production, trade, and consumption by countries" (1912), a publication now in the public domain.

1. 1 2  Pan American Union (1902). Coffee: extensive information and statistics (Public domain ed.). Govt. Print. Off.. pp. 24– 2011年11月16日閲覧。
2. ↑  Graham, Harry Crusen (1912). Coffee: Production, trade, and consumption by countries. Govt. print. off.. pp. 36– 2011年11月17日閲覧。